# 最高人民検察院
最高人民検察院（さいこうじんみんけんさついん）は、中華人民共和国の最上級の人民検察院（検察庁）である。
中国の検察庁は、最高人民検察院、高級人民検察院、中級人民検察院、基層人民検察院の4つのレベルの人民検察院がある。最高人民検察院の検察長（検事総長）、副検察長、及び検事は立法機関である全国人民代表大会で任命される。最高人民検察院は、下級の人民検察院を指揮監督する。最高人民検察院に対応して最高人民法院（最高裁判所）がある。

## 組織
- 弁公庁
- 第一検察庁（一般犯罪検察庁）
- 第二検察庁（重大犯罪検察庁）
- 第三検察庁（職務犯罪検察庁）
- 第四検察庁（経済犯罪検察庁）
- 第五検察庁（刑事執行検察庁）
- 第六検察庁（民事検察庁）
- 第七検察庁（行政検察庁）
- 第八検察庁（公益訴訟庁）
- 第九検察庁（少年検察庁）
- 第十検察庁（控告申訴検察庁）
- 法律政策研究室
- 事件管理事務室
- 国際協力局
- 検務監督局
- 企画財務装備局
- 政治部
- 機関党委
- 離退職幹部局

### 付属機関
- 機関服務中心
- 国家検察官学院
- 検察時報
- 中国検察出版社
- 検察技術信息研究中心

## 幹部
- 党組書記、検察長 - 張軍（首席大検察官）
- 党組副書記、常務副検察長 - 胡沢君
- 党組副書記、副検察長 - 邸学強
- 党組成員、副検察長 - 朱孝清
- 党組成員、副検察長 - 孫謙
- 党組成員、副検察長 - 張常
- 党組成員、政治部主任、検委委員、二級大検察官

## 歴代院長
- 曹建明（2008年3月 - 2018年3月19日）
- 張軍（中国語版）（2018年3月19日[1] - 2023年3月11日）
- 応勇（2023年3月11日 - ）